# مايكل هاتشينسون
مايكل هاتشينسون (بالإنجليزية: Michael Hutchinson)‏ (و. 1990  م) هو لاعب هوكي الجليد كندي، ولد في باري، مركز لعبه هو حارس مرمى ‏.
.

## روابط خارجية
- مايكل هاتشينسون على موقع دوري الهوكي الوطني (الإنجليزية)
- مايكل هاتشينسون على موقع EliteProspects.com (الإنجليزية)
- مايكل هاتشينسون على موقع HockeyDB.com (الإنجليزية)